# Nina Benz
Nina Benz (30 de julio de 1998) es una deportista alemana que compite en ciclismo de montaña en la disciplina de campo a través.
Ganó una medalla de bronce en el Campeonato Mundial de Ciclismo de Montaña de 2021 y dos medallas de bronce en el Campeonato Europeo de Ciclismo de Montaña, en los años 2021 y 2024.

## Medallero internacional
| Campeonato Mundial | Campeonato Mundial         | Campeonato Mundial | Campeonato Mundial         |
| Año                | Lugar                      | Medalla            | Competición                |
| ------------------ | -------------------------- | ------------------ | -------------------------- |
| 2021               | Val di Sole (Italia)       | Medalla de bronce  | Campo a través por relevos |
| Campeonato Europeo |                            |                    |                            |
| Año                | Lugar                      | Medalla            | Competición                |
| 2021               | Novi Sad (Serbia)          | Medalla de bronce  | Campo a través por relevos |
| 2024               | Cheile Grădiștei (Rumania) | Medalla de bronce  | Campo a través             |